# Bejtexhinj

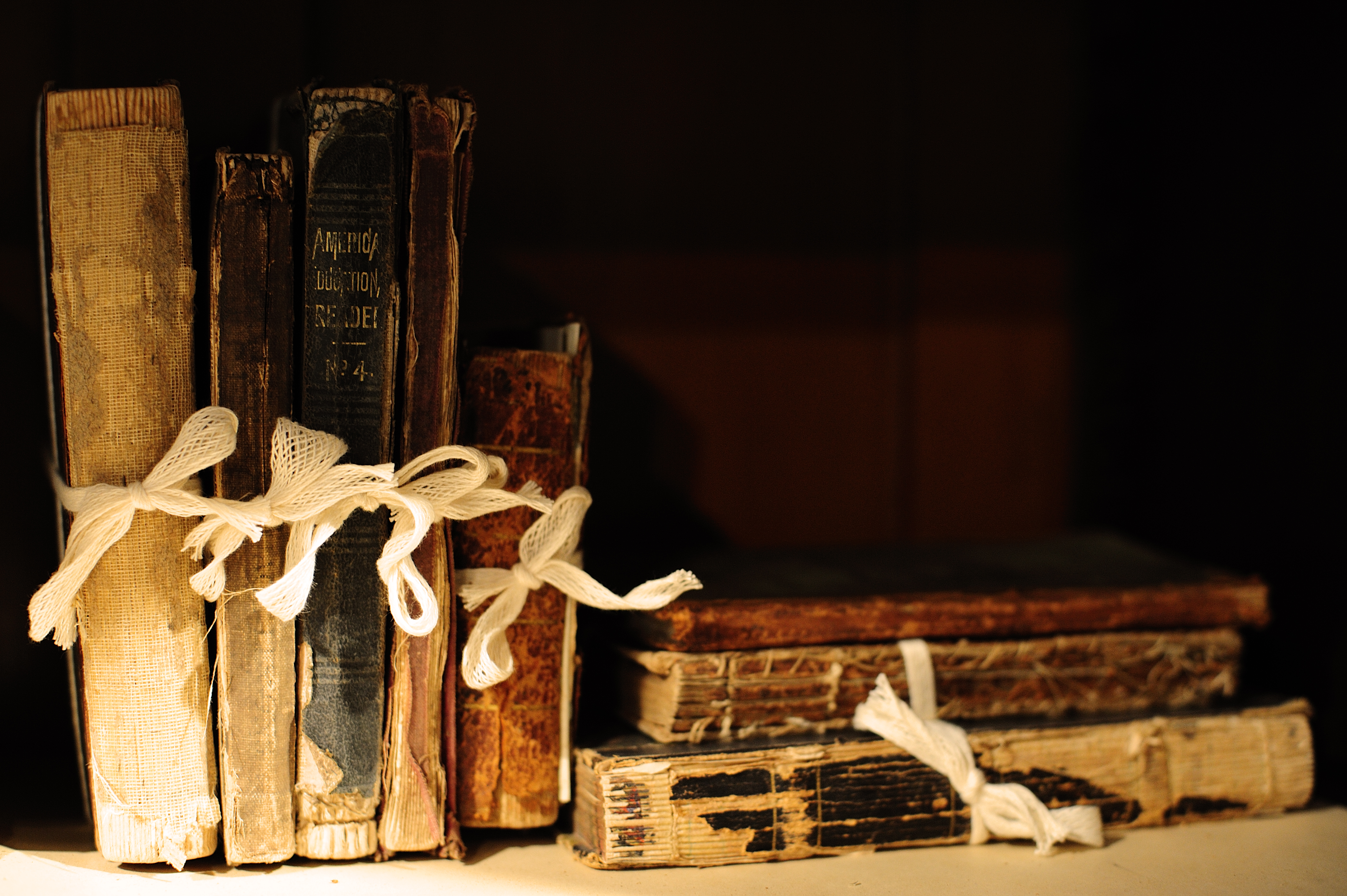
Dīwāne von Bejtexhinj-Schriftstellern, die Albanisch in arabischer Schrift schrieben

Bejtexhinj, von osmanisch-türkisch bey(i)t = Doppelvers, heißt eine im 18. Jahrhundert in Albanien verbreitete literarische Gattung. Dazu gehörten poetische Werke in Versform.
Die Bejtexhinj-Literatur wurde vor allem von muslimischen Autoren gepflegt. Sie schrieben das Albanische in arabischer Schrift (Elifba). Formal folgte die Bejtexhinj-Literatur den Traditionen der arabischen, türkischen und persischen Poesie, wie sie zu jener Zeit in vielen Teilen des Osmanischen Reiches verbreitet war. Im Wortschatz der überlieferten Gedichte finden sich daher auch viele türkische, arabische und persische Begriffe. Thematisch war die Bejtexhinj-Literatur breit gefächert: Es wurde religiöse Fragen behandelt, es gibt Liebesgedichte und ebenso gesellschaftskritische Werke. Bedeutende Autoren jener Stilrichtung waren: Nezim Frakulla, Sulejman Naibi und Hasan Zyko Kamberi.